# Iglesia de Santa María del Juncal (Irún)
La iglesia de Nuestra Señora del Juncal, en Irún (Provincia de Guipúzcoa, España) es un edificio de volumen notable y relativamente simple, pues evidencia el plan interior y su espacio unificado, resaltando del mismo la singularidad de la torre, por una parte, y los volúmenes más bajos de las dependencias anexas, por otra, entre las cuales se encuentra la sacristía. Todos los cuerpos, excepto la torre, se protegen mediante cubierta de faldones inclinados, con la cumbrera paralela al eje mayor y resolución a varias aguas adaptadas a la planta.
La iglesia, aunque proyectada y edificada en plena época renacentista, responde a los patrones góticos, por su sistema constructivo y sus formas, que siguen vigentes en gran parte de Europa, sobre todo la del norte, con referencias a los modos renacentistas (columnas, coro, ventanas y óculos), y barrocos (portada). 
La Iglesia católica conmemora la festividad de la advocación el 8 de septiembre.

## Organización espacial y tipo
Los pequeños capiteles de las pilastras que sostienen los torales y las columnas embebidas de las naves laterales, hacen creer en un proyecto inicial, en el que las bóvedas de las naves laterales eran más bajas que la central; proyecto que se dejó al girar la construcción hacia el tipo salón.
El templo adoptó su organización definitiva orientado según el eje litúrgico este-oeste. Dispone de tres naves de igual altura, en las que destaca la anchura de la nave principal respecto de las laterales. Mide 45 metros de largo y es casi tan alta como ancha, puesto que su anchura es de 24 metros y su altura de 22 metros. La nave central, queda solo acompañada por las naves laterales en dos de los tres tramos de los que está compuesta, y se continúa en ábside de testero plano ochavado por dos pechinas. El presbiterio entonces, de planta rectangular con mucho fondo, pasa a la poligonal de la bóveda, con notoria presencia al exterior. Los dos accesos se ubican al sur, en la fachada principal, y el cuerpo bajo de sacristía, con dos plantas, al este.

## Análisis formal y compositivo

### Las fachadas
La iglesia, exenta, muestra su mayor fuerza plástica en los volúmenes de sus formas básicas y constructivas, naves, torre, muros y contrafuertes, más que el detalle compositivo de unas fachadas que no se plantean como tales, salvo en los accesos al templo.
Tan solo las escasa aberturas de los ventanales y óculos, mayoritariamente del siglo XVII, la alta moldura horizontal, a modo de imposta, del cuerpo occidental, torre y ábside, así como las cornisas que rematan los cierres, con alguna gárgola zoomorfa, constituyen los escasos elementos compositivos y formales en la austera masa muraria.
La portada principal es de un barroco inicial y consta de dos cuerpos. En el inferior se abre una gran puerta sin parteluz. Sus jambas y dintel presentan trabajo de finas molduras. A ambos lados, y sobre un alto zócalo, se levanta un pareado de columnas clásicas, con basa ática, fuste liso y capiteles dóricos. Sostienen el entablamento, en cuyo friso se trabajan triglifos y metopas. Sobre pequeñas ménsulas se eleva el segundo cuerpo, de ancho friso liso y nicho de medio punto. Pilastras decoradas hacen de jambas. A cada lado, sobre zócalos altos, una columna jónica limita este cuerpo, que remata en frontón curvo. Para E. Artamendi, ésta sería uno de los primeros ejemplos guipuzcoanos de portada barroca, probablemente de 1647.

### El interior
Los apoyos interiores se realizaron mediante columnas clásicas: dos grandes columnas de fuste cilíndrico de basa ática (bocel, escocia, bocel) y capitel dórico toscano. Sobre el capitel arrancan los nervios que sostenían las antiguas bóvedas de crucería complicada, pronto resentidas. Solo se conservan la del ábside y la del coro; las correspondientes a las naves fueron sustituidas en 1912 en cemento. En el ábside, la bóveda de crucería lleva ligaduras que enlazan la clave central con los vértices del polígono y una corona de arcos conopiales en torno al núcleo.
El coro alto, situado en la zona de los pies de la nave central, coherente a la unidad espacial del esquema de iglesia-salón, conserva su bóveda, rica en combados curvos. Se protege mediante balaustrada pétrea.
La iluminación del templo se realiza mediante ventanales en las naves laterales, uno por cada tramo. Destacan los ventanales rasgados que se abren al ábside. El de la epístola es apuntado, mientras que el del Evangelio es de medio punto. Fueron abiertos en el siglo XVII avanzado, así como los óculos. Un nicho primitivo, abierto en el muro del ábside, descubierto por el señor Iribarren, queda escondido por el retablo.

### La torre

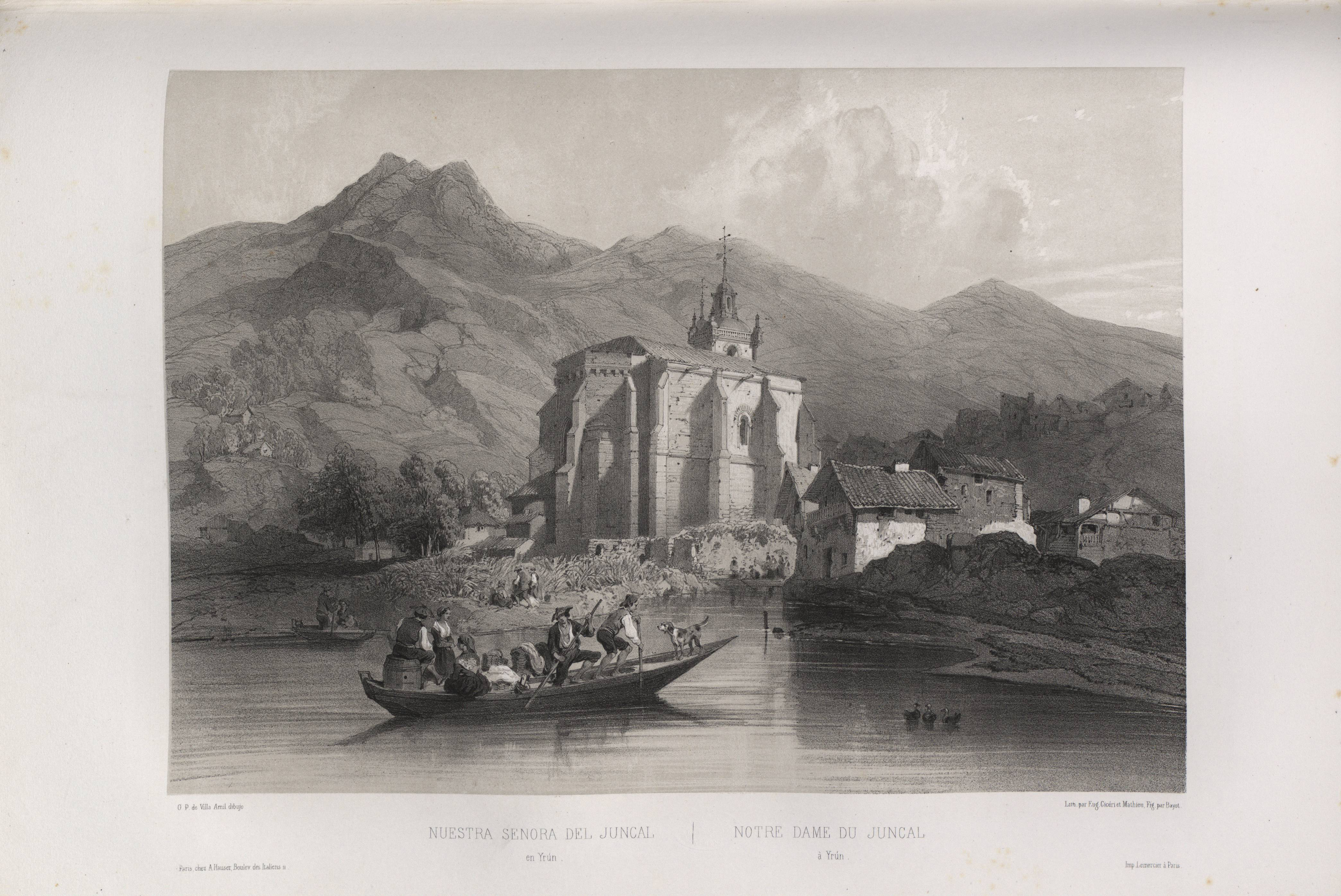
Nuestra Señora del Juncal en un dibujo de Jenaro Pérez Villaamil para el tercer volumen de España artística y monumental (1850).

La torre queda adosada a la iglesia en su imafronte, por el lado de la fachada principal, junto a la portada. Es maciza, de base cuadrangular y dispone de algunas ventanas. De sus tres cuerpos, el superior cuenta con las campanas y el reloj, y queda rematado en un calado de piedra con pirámide de piedra de Amasa en los vértices. A la torre queda adosado un gran garitón, con la escalera de caracol al interior. Le dota de carácter de fortaleza militar, en las que las pequeñas ventanas asemejan saeteras.
Para el profesor E. Artamendi, el singular campanario de la torre de la iglesia de Juncal, es obra que Fray Miguel de Aramburu diseñó en 1600, y constituye el primer ejemplo de la torre herreriana, cuyo modelo es el volumen prismático con cuadrifronte compuesto por ventanas de medio punto encuadrada por pilastras, rematado por balaustrada adornada con pirámides y cubierto por una cúpula rebajada, sobremontada por una linterna abierta terminada en un agudo pináculo.

## Análisis constructivo
El sistema constructivo del espacio de la iglesia es abovedado a la manera gótica. Se cubre mediante siete bóvedas de crucería, más la del ábside -tres en la nave mayor y dos en cada lateral- que se apoyan en dos pilares cilíndricos centrales, las semicolumnas de los ángulos y las pilastras de los contrafuertes externos. La bóveda del presbiterio es igualmente de crucería, adaptándose la planta rectangular, mediante trompas, a la octogonal del ábside. El coro se sostiene mediante una bóveda de crucería rematadas por un arco escarzano o rebajado.
Las paredes perimetrales tienen la triple función que caracteriza el sistema: cierre, arriostramiento y soporte o de carga. Los contrafuertes rectangulares al exterior del templo son propios del siglo XVI. Estos aparecen en continuación a las naves y en esquina.
La fábrica es mayoritariamente de sillería de piedra labrada, siendo de "piedra negra" o caliza de Amasa, en la torre. El aparejo de sillar aparece visto al interior, pero la plementería de las bóvedas está enlucida. La estructura que sostiene el tejado de faldones inclinados está renovada a base forjados de hormigón, se cubre con teja curva y reposa en una cornisa de piedra moldurada, con gárgolas.

## Otros elementos
Todo edificio, especialmente las iglesias, puede contener elementos no estrictamente arquitectónicos, de carácter más o menos mueble, pero asociados a la arquitectura; entre ellos se incluyen esculturas, retablos, mobiliario y pinturas.
En la iglesia de Santa María del Juncal es de destacar el retablo mayor, obra concebida en 1643 y cuyos autores fueron Bernabé Cordero, en su parte arquitectónica, y Juan de Bazcardo, en la escultórica. Consta de dos cuerpos sobre banco y un ático con Calvario; grandes columnas de fuste estrecho, de órdenes compuesto y corintio, limitan los encasamentos y separan las tres calles centrales y las entrecalles extremas. En el banco se historian escenas de la Pasión y en el resto la vida de la Virgen. La joya del retablo es la reproducción de la Andra Mari, cuyo original es del siglo XII. A través del estudio de un documento, que se halla en el Archivo Histórico de la villa de Goizueta y donde se hace referencia a la donación de un retablo por la Universidad de Irún, se trata de demostró, con pruebas documentales, artísticas e iconográficas, que dicho retablo (del que todavía se conservan restos en el Iglesia de Goizueta) es el que presidía el altar mayor de la Iglesia de Nuestra Señora del Juncal de Irún, antes de ser sustituido por el retablo que actualmente conocemos.
Los remates de hierro y la veleta son de 1606.